# Despotismo hidráulico

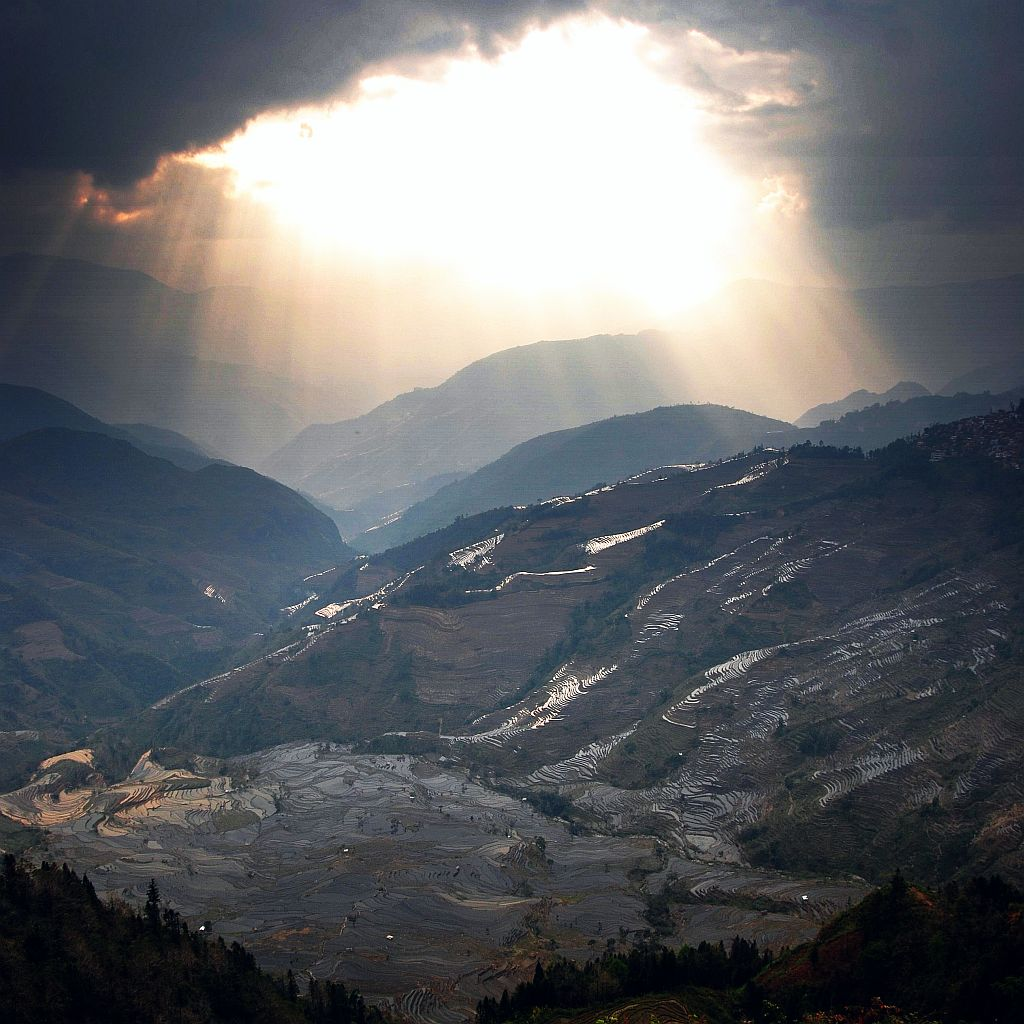
Representación gráfica de los territorios afectados por el despotismo hidráulico.

El despotismo hidráulico es un término para un despotismo mantenido a través del control de un recurso único y necesario. Fue creado por el teórico alemán Karl A. Wittfogel en su obra Despotismo oriental en 1957. En su forma original, controlaba literalmente el agua. En el antiguo Egipto y en Babilonia, y por extensión Wittfogel agregaba la Unión Soviética y la República Popular China, el gobierno controlaba los canales de irrigación. Las personas leales reciben una abundante cantidad de agua para sus cultivos, mientras que los menos leales reciben muy poca o ninguna y, por lo tanto, sus cultivos mueren.
En la actualidad se discuten las posibles aplicaciones del concepto, para las formas monopólicas y casi monopólicas que caracterizan la circulación de diversas mercancías, bienes o servicios como el caso del petróleo, las tecnologías, o la búsqueda de una reedición de sistemas despóticos en casos como la privatización del agua potable, la circulación de la energía, la información, la educación, la biotecnología, etc.

## Modo de producción asiático
El concepto de despotismo oriental o modo de producción asiático había sido expuesto por Karl Marx, quien en su cuaderno Formaciones económicas precapitalistas (1858) diferenció formas mediante las cuales la propiedad comunal original humana (en la cual no hay propiedad privada de la tierra), pasó a la propiedad privada del suelo y finalmente a la separación entre el productor y la tierra, distinguiendo de la forma antigua romana y de la germánica posterior, una forma asiática original.
Para Marx, la comunidad misma representó la primera gran fuerza productiva. Las condiciones objetivas impusieron la unidad de las comunidades para empresas comunes como las canalizaciones de agua, las vías de comunicación e intercambio o la guerra para asegurar un territorio para la subsistencia. Esta unidad en la medida que se perpetuó y se hizo indispensable, apareció distinta y por encima de las muchas comunidades, convirtiéndose como tal en el verdadero propietario de todo. La unidad suprema obtuvo la apropiación del plusproducto, que tomó la forma de tributo o de trabajos colectivos para el déspota y la élite. 
Las comunidades tenían que entregar un pago o tributo a su soberano o a un pueblo conquistador. El trabajo y la responsabilidad eran colectivos. El laboreo se hacía en tierras comunales, ya que la comunidad como un todo era la que entregaba el tributo.
Para Engels, los orígenes de las clases podían surgir de dos maneras: una, el "despotismo oriental" y el esclavismo. La primera, observable en las antiguas comunidades que desde India hasta Rusia. "Los muchos despotismos que han aparecido y desaparecido en Persia y la India sabían siempre muy bien que eran ante todo los empresarios colectivos de la irrigación de los valles fluviales, sin la cual no es posible la agricultura en esas regiones". La ausencia de propiedad privada de la tierra era la clave para entender la historia del Oriente. Según él, "los turcos fueron los primeros en introducir en el Oriente, en los países por ellos conquistados, una especie de feudalismo agrario”.

## En ficción
La novela Dune de Frank Herbert establece un universo centrado en un despotismo hidráulico: la especia melange, esencial para, entre otras cosas, los viajes espaciales. Se dice que "quien controla la especia controla el universo".
En la película Total Recall, el aire en Marte es controlado por una autoridad central, la cual actúa como una déspota hidráulica.